# Pindaré Mirim, Maranhão
Pindaré Mirim este un oraș în unitatea federativă Maranhão (MA), Brazilia.